# Martha Bibescu
Martha Bibescu (alias Marthe Bibesco; n. 28 ianuarie 1886, București – d. 28 noiembrie 1973, Paris) a fost o romancieră, poetă, politiciană și memorialistă română și franceză. S-a distins prin întreaga ei operă ca o prezență de o mare noblețe de spirit. A fost  fiica lui Ion Lahovari, ministru al României la Paris și ministru de Externe, și a Smarandei (Emma) Mavrocordat. A fost soția prințului George Valentin Bibescu, care era văr primar cu Ana de Noailles și care avea să devină președintele Federației Aeronautice Internaționale. De asemenea, a fost una din primele femei-mason ale României și una dintre cele mai frumoase și cunoscute românce ale începutului de secol XX.
„Frumoasă, cultă, bogată – toate la un loc pentru o singură ființă sunt un păcat de neiertat”—Christopher Birdwood Thomson, 1st Baron Thomson of Cardington

## Biografie
Privind data exactă a nașterii scriitoarei, din mărturisirile ei se cunosc cu precizie ziua și luna (28 ianuarie, București), anul 1886 stabilit doar dintr-o întreagă serie de ipoteze ce mai cuprinde și anii 1888, 1889m,  1890, 1891. Martha Lahovary făcea parte dintre cele mai vechi și mai ilustre familii românești de tradiție politică, diplomatică și culturală. Mama sa, Smaranda ( Emma ) Mavrocordat aparține unei dinastii princiare de origine greacă și descinde din ramura moldoveană a domnitorului Constantin Mavrocordat, iar tatăl scriitoarei, Ion N. Lahovari (1844-1915) avea să fie de-a lungul anilor ministru al României la Paris, ministru de externe și președinte al Senatului. Unchiul Marthei Bibescu, Alexandru Lahovari (1841-1897), a fost în mai multe rânduri ministru de justiție, ministru al agriculturii, ministru al industriei și ministru de externe. 
Crescută și formată sub semnul acestui impunător arbore genealogic, Martha Bibescu își va completa educația primită într-o mănăstire din Belgia cu studii specifice culturii românești. Prin căsătoria în 1902, cu prințul George Valentin Bibescu, nepot de frate al lui George Bibescu, domnitorul abdicat la 1848, scriitoarea devine astfel prințesa Martha Bibescu, intrând într-o familie princiară, din care mai fac parte Ana-Elisabeta Brâncoveanu, contesa Ana de Noailles și Elena Văcărescu, dar și cu rude franceze în genealogie directă cu familia împăratului Napoleon Bonaparte. Singurul copil al Marthei cu George Valentin Bibescu a fost Valentina (n. 1903, d. 1976) care se va căsători în 1925 cu prințul Dimitrie Ghika-Comănești (1904-1989).

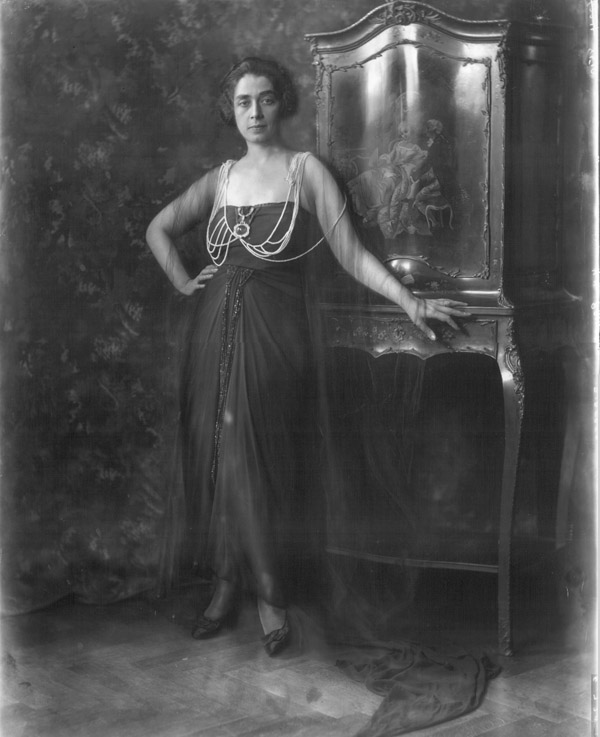
Prințesa Martha Bibescu (Londra, 9 iulie 1920)

Principele Ferdinand al României (viitor rege) o aprecia mult, regele Alfonso al XIII-lea al Spaniei (la curtea căruia a făcut o vizită în 1929) îi nutrea  afecțiune, prințul moștenitor Wilhelm de Prusia nu-și ascundea preferința pentru Martha Bibescu.
După călătorii prin mai multe țări ale lumii, printre care și Persia, unde prințul George Valentin Bibescu primește o însărcinare diplomatică, Martha Bibescu își publică, la întoarcerea în Franța, prima sa carte: Les Huit Paradis (1908).
Premiat în scurt timp de Academia Franceză, acest volum va deschide seria unei opere impresionante, din care nu vor lipsi romanele de inspirație autobiografică sau istorică, evocări ale unor personalități din trecut sau contemporane, note de călătorie, versuri, poeme în proză, eseuri, cugetări, corespondență, o serie de biografii istorice, semnate, în parte, sub pseudonimul Lucile Decaux.
Începând din 1916 Martha Bibescu a condus un spital pentru răniți la București, unde a rămas sub ocupație germană, a servit drept prețioasă sursă de informații pentru Guvernul român refugiat la Iași. Zoe Bengescu, fiică a uneia dintre doamnele de onoare ale reginei Elisabeta și nepoată a lui Titu Maiorescu, nota la 1 noiembrie 1918: „La spital am fost foarte îngrijorate în ultimele zile din cauza arestării Marthei Bibescu, directoarea noastră. Pare o afacere misterioasă […]. Este o mare comediantă. Două lucruri sunt certe – e foarte frumoasă și foarte inteligentă, restul depinde de timp, de împrejurări […]." Ea nu a fost numai martora acestor evenimente cruciale (primul război mondial și actul reîntregirii – „ziua cea mai plăcută din calendarul personal", cum avea să noteze peste ani), ci și o participantă activă la desfășurarea lor. După trei decenii, maturizată și luându-și rolul în serios, iat-o pe Martha Bibescu în ipostaza personificată de regina Elisabeta și regina Maria, și anume de mamă a ostașului român, de data aceasta în campania contra bolșevismului, când nu putea rămâne insensibilă la mărturisirile nepotului său, Matei Basarab Brâncoveanu, despre realitățile dramatice trăite alături de camarazii săi din Regimentul 3 Artilerie Grea. În 1945, fiind alertată de ambasada Franței că s-ar putea să fie arestată, Martha Bibescu părăsește România la bordul unui avion englez cu destinația Napoli, de unde pleacă la Paris și apoi în Anglia.
Aici se întâlnește cu nepotul și moștenitorul ei, prințul John Nicolas Ghika-Comănești (fiul Valentinei cu Dimitrie Ghika-Comănești) pe care l-a ajutat să părăsească țara în anii tulburi care au urmat după instaurarea comunismului.
Din 1955 devine membră a Academiei Regale de limbă și literatură franceză din Bruxelles, în fotoliul pe care îl ocupase contesa Ana de Noailles. În 1962 primește în Franța Crucea Legiunii de Onoare.
Cumnatul său, prințul Antoine Bibescu a fost prietenul din copilărie al prozatorului Marcel Proust, drept care Martha Bibescu l-a întâlnit de foarte multe ori pe Proust. Aceste întâlniri sunt evocate în volumul „Au bal avec M. Proust” (La bal cu M. Proust, 1928).
Este de asemenea autoarea unui jurnal, din care câteva fragmente au fost publicate la fosta Editură Politică sub titlul Jurnal politic (1979). Opera sa La Nymphe Europe, apărută la Paris în 1960, este un amestec de istorie și genealogie, întemeiată pe observațiile politice, diplomatice și sociale ale prințesei, prezentată sub forma unei biografii istorice a familiei sale, de-a lungul secolelor. 
Se stinge din viață la 28 noiembrie 1973 la Paris, ca urmare a unui atac cardiac, fiind înmormântată la  Castelul din Menars, departamentul Loir-et-Cher (și nu în porțiunea de nord-est a cimitirului Père-Lachaise din Paris, unde se găsește cavoul familiei Bibescu (nr. 6) în care este înmormântată  Ana, contesă de Noailles).

## Opera
- Les Huit Paradis <=> Cele opt raiuri (1908)
- Alexandre Asiatique, ou l'histoire du plus grand bonheur possible <=> Alexandru Asiaticul, sau istoria celei mai mari fericiri posibile, 1912
- Isvor, Le Pays de saules <=> Izvor, țara sălciilor (1923) [Este un tablou idilic al vieții din România]
- Le Perroquet vert <=> Papagalul verde (1923) [16]
- Le destin du lord Thomson of Cardington <=> Destinul lordului Thomson (1927)
- Au bal avec M. Proust <=> La bal cu M. Proust (1928) [17]
- La Vie d'une amitié. Ma correspondance avec l'abbé Mugnier <=> Viața unei prietenii. Corespondența mea cu abatele Mugnier, Ed. Plon, Paris, (1951 - 1957)
- Une fille inconnue de Napoleon, Paris, Flammarion, 1935; O fiică necunoscută a lui Napoleon, trad. de Andreea Gheorghițoiu, București, 1993
- Egalité, Paris, Grasset, 1935
- Pages de Bukovine et des Transylvanie, Paris, 1936, Cahiers, Livres
- Le Confesseur et les poètes <=> Confesorul și poeții (1970)
- Échanges avec Paul Claudel <=> Corespondența cu Paul Claudel (1972)
- Le perroquet vert <=>  Papagalul verde , Paris, 1924 Traducere: Constantin Popescu, ed. Minerva, București, 1998
- Catherine-Paris , 1927 [18]
- Une victime royale, Ferdinand de Roumanie ,  <=>  O victimă regală, Ferdinand de România 1927,
- Noblesse de robe ,  <=>  Noblețea robei 1928
- Royal portraits , New York, f.a., ( Portrete regale )
- Croisade pour l’anémone , <=> ( Cruciadă pentru anemonă ), 1931
- Le rire de la Naïade <=>  Rîsul naiadei , 1935 etc.
- La Nymphe Europe <=> Nimfa Europa, Paris, editura Plon, 1960

## Aprecieri critice
Rainer Maria Rilke
„Admirația mea pentru prințesa Bibescu era definitivă de când îl cunoscusem pe al ei Alexandru Asiatique; dar în intuiția ei de mare poet a reușit să stabilească una dintre cele mai profunde continuități umane.“
Max Jacob
„Sunteți un mare scriitor.“
François Mauriac
„Cine sunteți dumneavoastră? Cea mai admirabilă inteligență de femeie pe care o cunosc. Ați scris cărți mai importante decât acest «Bal»; dar nu este vreuna care să mă miște mai mult.“
Tudor Ionescu
„Întreaga ei operă, ajunsă astăzi la dimensiuni considerabile (peste 30 de volume), se subordonează dorinței de a retrăi, de a imobiliza în cuvinte, în aceste «capcane ale ideilor», cum le numește Sartre, clipa nestatornică, ființa umană asemenea clipei. La cumpăna vârstelor, afirmase că scrie de teamă să nu uite viața. Este expresia unui altruism mișcător și totodată aceea a unui egoism înverșunat, a unei avariții sentimentale.
Maestră necontestată a portretului literar, dată fiind precizia notației sale psihologice, spiritul de observație și suplețea condeiului, Martha Bibescu a fost aleasă pentru a ilustra în manualele franceze această specie literară.“
Șerban Cioculescu
„Cunoscută și sub numele de Lucile Decaux, cu care a semnat o serie de biografii istorice, Martha Bibescu a scris aproape patruzeci de cărți, a colaborat la un număr mare de reviste, a răspuns la o serie de 17 emisiuni la Ora Culturii Franceze, a fost membră a Academiei Regale din Bruxelles, în fotoliul pe care-l ocupase contesa de Noailles, a dus o intensă viață literară și mondenă, cucerind prin frumusețea, inteligența și talentul ei numeroase admirații. A păstrat până la urmă nostalgia după «țara sălciilor» și amintirea prieteniilor lăsate în țară.“